# Département de Lexeiba
Le département de Lexeiba  est l'un des cinq départements, appelés officiellement Moughataa, de la Wilaya du Gorgol, dans le sud de la Mauritanie. Lexeiba 1 en est le chef-lieu.

## Histoire
Le 8 septembre 2021, le gouvernement mauritanien a adopté un projet de décret donnant lieu à la création de six nouvelles moughataas à travers le pays, dont celle de Lexeiba. L'arrondissement de Lexeiba 1, dans le département de Kaédi, devient une nouvelle Moughataa,.

## Liste des communes
Le Département de Lexeiba est constitué de quatre communes , son chef-lieu et maire:
- Commune Urbaine de Lexeiba 1 - Chef-Lieu  Lexeiba 1 - Maire : Aboubekrine Koli THIMBO
- Commune rurale de Ganki - Chef-Lieu : Ganki - Maire :Edy SIDI ELEMINE
- Commune rurale de Talhaya - Chef-Lieu : Talhaya - Maire : Abou Elhadj DIA
- Commune rurale de Bithioungal - Chef-Lieu : Bithioungal - Maire: Cheikh Sidi BENEYE